# Estrada europeia 6

A Estrada europeia 6 - E6 - começa em Kirkenes na Noruega, e termina em Trelleborg na Suécia.
Esta estrada europeia tem 3200 km de extensão.

## Itinerário
Kirkenes - Karasjok - Alta - Narvik - Fauske - Mo i Rana - Trondheim - Dombås - Lillehammer - Hamar - Oslo - 
 Strömstad - Uddevalla - Kungälv - Göteborg - Kungsbacka - Varberg - Falkenberg - Halmstad - Laholm - Ängelholm - Helsingborg - Landskrona - Malmö - Trelleborg